# اچ‌ام‌اس اوسپری (۱۸۷۶)
اچ‌ام‌اس اوسپری (۱۸۷۶) (به انگلیسی: HMS Osprey (1876)) یک کشتی بود که طول آن ۱۷۰ فوت (۵۱٫۸ متر) بود. این کشتی در سال ۱۸۷۶ ساخته شد.